# Zdeněk Bakala
Zdeněk Bakala (* 7. Februar 1961 in Opava, Tschechoslowakei) ist ein in der Schweiz lebender tschechischer Unternehmer, Multimillionär sowie Investor.

## Leben
Bakala emigrierte 1980 in die USA. Er studierte an der University of California in Berkeley und später am Dartmouth College in Hanover, New Hampshire. Er arbeitete für Credit Suisse First Boston in New York, London und Prag.
In den 1990er Jahren betätigte er sich erfolgreich im Finanzsektor und gründete im Jahr 1994 seine eigene Investmentgesellschaft, Patria Finance. 2000 verkaufte er sie an die belgische KBC Group. Im Jahr 2004 kaufte Bakala Karbon Invest, die sich unter anderem im Bereich der Karviná/Ostrauer Kohleminen (OKD) und mährischen Bergwerke betätigt. 2006 erwarb Bakala die Zeitung Respekt; im August 2008 erstand er eine Mehrheitsbeteiligung am Medienkonzern Economia, der unter anderem die  Wirtschaftszeitung Hospodářské noviny herausgibt. Auch ist er an der Likörmarke Becherovka beteiligt.
Verheiratet ist Bakala mit Michaela, die unter dem Namen Michaela Maláčová Miss Tschechoslowakei 1991 war. Aus erster Ehe hat Bakala einen Sohn. In der Gemeinde Modrava im Böhmerwald besitzt er eine neu errichtete, luxuriös ausgestattete Villa. Sein Wohnsitz befindet sich dennoch im schweizerischen Genf.

## Öffentliches Wirken
Bakala unterstützte das Kunstwerk Entropa des Bildhauers David Černý über Vorurteile in Europa, das jener für die tschechische EU-Ratspräsidentschaft im ersten Halbjahr 2009 schuf.
Im Juni 2010 wurde bekannt, dass Bakala während der Wahlkampagne zu den Parlamentswahlen insgesamt 28.500.000 Kronen an drei politische Parteien gespendet hatte. Die Občanská demokratická strana erhielt 15 Millionen Kronen, TOP 09 7,5 und Věci veřejné 6 Millionen. Da es sich bei diesen drei Parteien um eine Koalition unter der Führung von Petr Nečas handelte, sprachen Publizisten und Medien von dieser Regierung als „Koalition Bakala“.
Zusammen mit dem niederländischen Investor Bessel Kok übernahm er im Jahr 2010 die belgische Betreibergesellschaft Esperanza bvba, die Eigentümerin des Radsportteams Etixx-Quick Step.
Im Jahr 2011 unterstützte er das Open Air Music Festival in Trutnov.
2011 trat er als Investor für das Computerspiel Kingdom Come: Deliverance auf und ist der Haupteigner des Studios für die Videospielentwicklung Warhorse Studios.
Als zweites Radsportteam gründete Bakala 2013 das UCI Continental Team AWT greenway.